# Denni Rocha dos Santos
Denni Rocha dos Santos, kurz Denni, (* 21. August 1983 in Rio de Janeiro) ist ein brasilianischer Fußballspieler. 

## Karriere
Denni entstammt der Jugend des EC Santo André und gewann mit der Jugendmannschaft 2003 die Copa São Paulo de Juniores. In den folgenden Jahren spielte er für die Profimannschaft von Santo André, hatte aber auch mehrere Gastspiele auf Leihbasis bei anderen Vereinen. Neben Aufenthalten bei den brasilianischen Teams AD São Caetano und Ituano FC spielte er auch für den japanischen Klub Montedio Yamagata in der J. League Division 2 und Dorados de Tijuana in Mexiko.
Nach einer weiteren Station beim EC Barreira wechselte im Sommer 2007 in die australische A-League zu den Newcastle United Jets. Denni kam während der regulären Saison in der von Joel Griffiths angeführten Offensive regelmäßig zum Einsatz, verlor aber zu den Play-offs hin seinen Stammplatz. Beim 1:0-Sieg im Meisterschaftsfinale gegen die Central Coast Mariners wurde er in der 3. Minute der Nachspielzeit eingewechselt. 
Sein zum Saisonende auslaufender Vertrag wurde von Seiten der Jets nicht verlängert und Denni fand erst in der Winterpause 2008/09 mit dem maltesischen Erstligisten Tarxien Rainbows einen neuen Verein. 2010 wurde er als bester ausländischer Spieler der Malta Premier League geehrt und wechselte zur Saison 2010/11 zum FC Valletta.

## Erfolge
- Australischer Meister: 2007/08
- Maltesischer Meister: 2010/11, 2011/12, 2013/14